# Moritz Hannemann
Moritz Hannemann (* 9. April 1998) ist ein deutscher Fußballspieler.

## Sportlicher Werdegang
Hannemann begann mit dem Fußballspielen in der Jugend der SpVgg Unterhaching und durchlief dort alle Jugendmannschaften. Für seinen Verein kam er zu 20 Spielen in der B-Junioren-Bundesliga, bei denen ihm ein Tor gelangen. Nach Auslaufen seines Vertrages im Sommer 2016 war er zunächst vereinslos, bis er sich Ende Januar 2017 dem SB DJK Rosenheim in der Landesliga Bayern anschloss. Bereits im Sommer 2017 erfolgte sein Wechsel in die Bayernliga zum TSV Dachau 1865. Schon im nächsten Sommer wechselte er zum Regionalligisten SV Heimstetten.
Nach insgesamt vier Spielzeiten und neun Toren in 75 Ligaspielen wechselte Hannemann im Sommer 2022 in die Regionalliga Südwest zum SSV Ulm 1846. Mit seinem Verein wurde er am Ende der Saison 2022/23 Meister und stieg in die 3. Liga auf, dabei gehörte er zum erweiterten Kreis der Stammspieler. In der dritten Liga kam er zu seinem ersten Einsatz im Profibereich, als er am 19. August bei der 2:3-Auswärtsniederlage bei der SpVgg Unterhaching am zweiten Spieltag in der 84. Spielminute für Felix Higl eingewechselt wurde. Anschließend musste er bis zum Dezember auf einen weiteren Einsatz warten, kam dann aber regelmäßiger zum Einsatz. Beim 2:0-Auswärtssieg der Spatzen bei Arminia Bielefeld am 24. Januar 2024 erzielte er mit dem Treffer zum Endstand sein erstes Profitor. Nach lediglich fünf Kurzeinsätzen auf dem Weg zur mit dem Aufstieg in die 2. Bundesliga verbundenen Drittligameisterschaft wurde sein Vertrag nicht über das Saisonende hinaus verlängert.
Im Juni 2024 kehrte Hannemann zurück in die Regionalliga Bayern und schloss sich dem Viertligameister Würzburger Kickers an, der den Aufstieg in die dritte Liga in den Aufstiegsspielen gegen die Reservemannschaft von Hannover 96 erst im Elfmeterschießen verpasst hatte.
Im Sommer 2025 wechselte er zurück in die 3. Liga zu Energie Cottbus.

## Erfolge
- Meister der Regionalliga Südwest und Aufstieg in die 3. Liga: 2023